# Amityville Horror – Wie alles begann
Amityville Horror – Wie alles begann (Originaltitel The Amityville Murders) ist ein Horrorfilm aus dem Jahr 2018 von Daniel Farrands. Die Handlung bezieht sich auf die Vorgeschichte, den Mord von Ronald DeFeo an seiner Familie.

## Inhalt
In der Nacht des 13. November 1974 tötet Butch DeFeo Jr. seine ganze Familie, bestehend aus seinen Eltern und seinen vier Geschwistern. Vor Gericht sagt Butch, dass ihn Stimmen dazu angeleitet hätten. Er berichtet weiter, dass sein Vater zu Hause gewalttätig war und dass er, Butch, beim College nicht angenommen wurde. Er wollte das Elternhaus verlassen, was sein Vater aber nicht erlaubte. Butch fängt an, seine Schwester Dawn zu hören, die bei der Flucht helfen möchte.

## Besetzung und Synchronisation
| Name             | Schauspieler     | Deutscher Synchronsprecher |
| ---------------- | ---------------- | -------------------------- |
| Michael Brigante | Burt Young       | Reinhard Scheunemann       |
| Nonna Brigante   | Lainie Kazan     | Irmelin Krause             |
| Allison DeFeo    | Noa Brenner      | Laura Sophie Helbig        |
| Ronnie DeFeo     | Paul Ben-Victor  | Frank Gala                 |
| Louise DeFeo     | Diane Franklin   | Katja Schmitz              |
| Dawn DeFeo       | Chelsea Ricketts | Karoline Vogel             |
| Ronald DeFeo     | John Robinson    | Thomas Arnold              |

## Rezeption
„[...] Die Vorgeschichte zu einem Horror-Franchise um ein Haus, in dem einst ein Mann seine gesamte Familie erschoss. Der Film schildert jenes Verbrechen als Folge eines Familiendramas: Der spätere Mörder wird durch das restriktive Klima in seiner Familie und die tyrannisch-gewalttätige Art des Patriarchen allmählich in den Wahnsinn getrieben. Dazu kommen übersinnliche Elemente, wenn der geplagte Sohn sich mit höllischen Kräften einlässt. Die Umdeutung der realen Tat zur Folge dämonischer Besessenheit ist allerdings sowohl schauspielerisch als auch inszenatorisch und tricktechnisch zu plump umgesetzt, um wirkungsvollen Grusel zu erzeugen.“